# Èpafres
Èpafres (grec antic: Ἐπαφράς Epafràs) fou un predicador cristià que va estendre l'Evangeli als seus conciutadans de Colosses ［Col 1:7］ ［Col 4:12］. Quan Pau era un presoner a Roma, Èpafres va acudir a ell amb notícies favorables relacionades amb l'església colossense. Va romandre amb Pau a Roma i va ser, en cert sentit, el seu "company de cel·la". ［Flm 1:23］Pau va donar testimoni de la perseverança que Èpafres va tenir en la pregària per Colosses i del seu treball i servei allà i a Laodicea i Hieràpolis. ［Col 4:12-13］